# 2-Oxobutansäure
2-Oxobutansäure ist eine aliphatische Ketocarbonsäure, die sich von der Buttersäure ableitet. Sie kann auch als nächsthöheres Homolog der Brenztraubensäure gesehen werden. Ihr Flammpunkt liegt bei 81 °C. Sie kommt in den Metabolismen zahlreicher Aminosäuren vor und ist ein Abbauprodukt von sowohl Cystathionin als auch von Threonin.

## Darstellung
2-Oxobutansäure kann aus Propionylchlorid dargestellt werden, das zunächst mit Silbercyanid in Propionsäurenitril umgewandelt wird. Aus diesem bildet sich dann durch Hydrolyse mit Salzsäure die gewünschte Verbindung.
Eine weitere Synthesemöglichkeit geht von Oxalsäurediethylester aus, der in einer Claisen-Kondensation mit Propionsäureethylester und Natriumethanolat zu Methyloxalessigsäureethylester umgewandelt wird. Beim Kochen mit Schwefelsäure findet zunächst eine Esterspaltung und anschließend eine Decarboxylierung statt, die zum gewünschten Endprodukt führt.

## Reaktionen
Bei der Reduktion von 2-Oxobutansäure mit Natriumamalgam entsteht 2-Hydroxybutansäure.

## Abgeleitete Verbindungen
Das Natriumsalz der 2-Oxobutansäure ist unter der CAS-Nummer 2013-26-5 registriert und schmilzt bei 210 °C. Es wird als Substrat in der Bestimmung von Lactatdehydrogenase-Isoenzymen eingesetzt.
Der Ethylester kann aus der Säure und Ethanol mit Benzol und p-Toluolsulfonsäure hergestellt werden. Die Synthese des Methylesters wurde mit Methanol unter Zusatz von Chlortrimethylsilan durchgeführt.